# ロータリースピーカー
ロータリースピーカーとは、高音部用のホーンと、低音部用のローターを、モーターで別々に回転させてコーラス効果を発生させ、音に広がりを与える仕組みをもったスピーカー。ハモンドオルガンと組で使われることが多いが、それ以外の電気電子楽器やマイクを接続しアコースティック楽器と組で使う事も可能である。回転速度は速い・遅いの2段で、停止させることも可能。ドン・レスリーが開発し、レスリー・ユニット（通称レスリー・スピーカー、後述）という名称で発売されていたが、この名称が代名詞として一般化している。
本来製造・販売元はハモンドオルガンとは別会社であったが、現在は鈴木楽器製作所が商標権を取得し、ハモンドオルガンとともに製造・販売されている。
ロータリースピーカーは本体が大きくて運搬に苦労することから、各オルガンメーカーはロータリースピーカーを電子的に再現し、オルガン本体のエフェクトとして組み込んでいる。これはハモンドオルガンでは「電子レスリー」と呼ばれるが、一般的にはレスリーシミュレータなどと呼ばれることが多い。
技術が進むにつれて再現性は向上してはいるものの、やはり本物のロータリースピーカーに敵わないという声もある。そのため、ロータリースピーカー用のコネクタを装備している機種もある。特にハモンドオルガンでは「電子レスリー」を省略した機種も存在する。

## レスリー・スピーカー
レスリー・スピーカー (Leslie speaker) は、1940年代にドナルド・レスリー (Donald Leslie) によって考案された、ドップラー効果を利用して、トレモロ、ビブラートなどの音色の効果を出すために作られた、アンプ内蔵のスピーカーユニットである。特にハモンドオルガンと接続して用いられることが多いがハモンド社の製品ではない。1960年代以降はハモンドオルガンとともに、ロックミュージシャンに好んで使用されるようになった。プロコル・ハルム (Procol Harum) の「青い影 ("A Whiter Shade of Pale") 」やアニマルズの「朝日のあたる家」が有名である。ザ・ベンチャーズの10番街の殺人では、サクソフォンの音をマイクで収録しレスリー・スピーカーで出力している。また、ビートルズがスタジオ録音において多様したことでも知られ、ジョージ・ハリスンのリード・ギターをはじめ、「トゥモロー・ネバー・ノウズ」ではジョン・レノンのボーカルに対し「数千人ものチベットの僧侶が経典を唱えている」ような効果を与えるために使用された。

### 歴史・特徴
開発当初の1941年は「ビブラトーン (Vibratone) 」と言う名称であった。ハモンド社の純正品ではなかったが、似た構造を持つスピーカーユニットが製造され始め、最後までハモンド社はレスリーをオファーすることなく、1965年にフェンダー社がレスリーを買収する形になった。

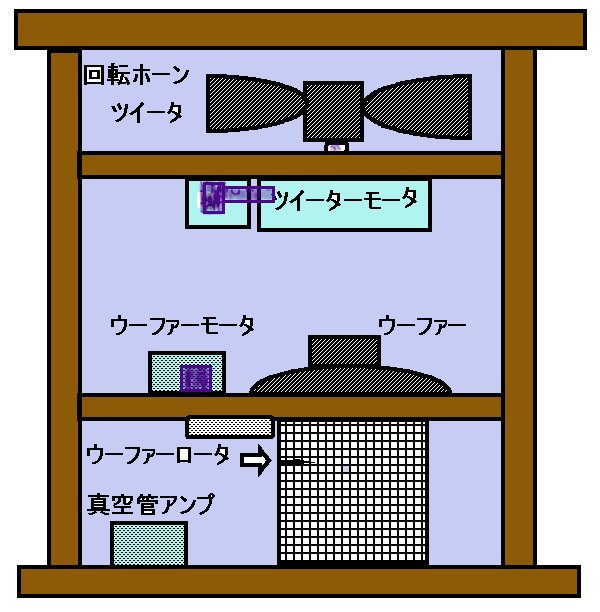
レスリー・スピーカーの内部略図

木製の立方体の上部と下部にスリットが入った独特の形状のスピーカーユニットの裏側から見ると、内部は3重構造になっており、最上部が高音部を出すスピーカー（ツイーター）にモーターにより回転するホーンが付けられている。中間部にはそのホーンを回転させるためのモーターと低音部を出すスピーカー（ウーファー）が最下層に向かって取り付けられている。最下層は、真空管式アンプとウーファーに取り付けられたローターを回すためのモーターが付けられている。このローターは高音部のホーンとは逆方向に回転する。モーターは速度を「「速い (fast)」と「遅い (slow)」の2段階で回転させることができる。初期の物はstop/fastで、slowは装備されていなかった。
これらのホーンやローターを回転させることにより、電気的ではなく、物理的に音色に効果を与え、ビブラート、トレモロ、およびコーラス効果が得られる。この方式には音源発信機とアンプの間に余計な回路が入らない利点がある。また、モーターの回転が一定になるまでの立ち上がりや停止までの状態が、より自然な効果を生んでいる。

### 主なモデル
Model 122
ハモンドオルガンのB3、C3やA100に最もよく接続されたモデル。2スピード、40ワット。
Model 147
Model 122と同じ筐体や仕組みではあったが、アンプ入力とモータースピードコントロールが異なっていた。またハモンド以外のオルガンにも容易に接続できるようになった。
Model 125
1963年に開発され、ハモンド用とWurlitzer用の2つのタイプがあった。さらにConnの50C用のものも製作された。
Model 16
1970年に製作された最も小型のもので、持ち運びが容易になった。形状はフェンダー社の物に近い。
Model 760
ハモンドX5のユーザーが好んで使う形で、さすがにアンプは真空管型から半導体型に仕様変更された。

## レスリー以外のロータリースピーカー
レスリー以外のメーカーが製造していた回転式スピーカーとその方式。
ウーリッツァー（en:Wurlitzer）
小型スピーカーを回転させる。
エレクトロ・ボイス（en:Electro-Voice）
スピーカーの前で平板を回転させる。
アレン・オルガンカンパニー（en:Allen Organ Company）
バッフルに固定された２つのスピーカーを回転させる。